# 吴淖米
吳淖米（1994年8月30日—），网名SexyCyborg/机械妖姬，是一名中国创客和網絡紅人。作为STEM（科学、技术、工程、数学）领域、超人类主义、开源硬件和身体改造的倡导者，吴淖米试图以衣不遮体的形象挑战大众对性别和技术的刻板印象，用外表客体化来激励女性。

## 工作

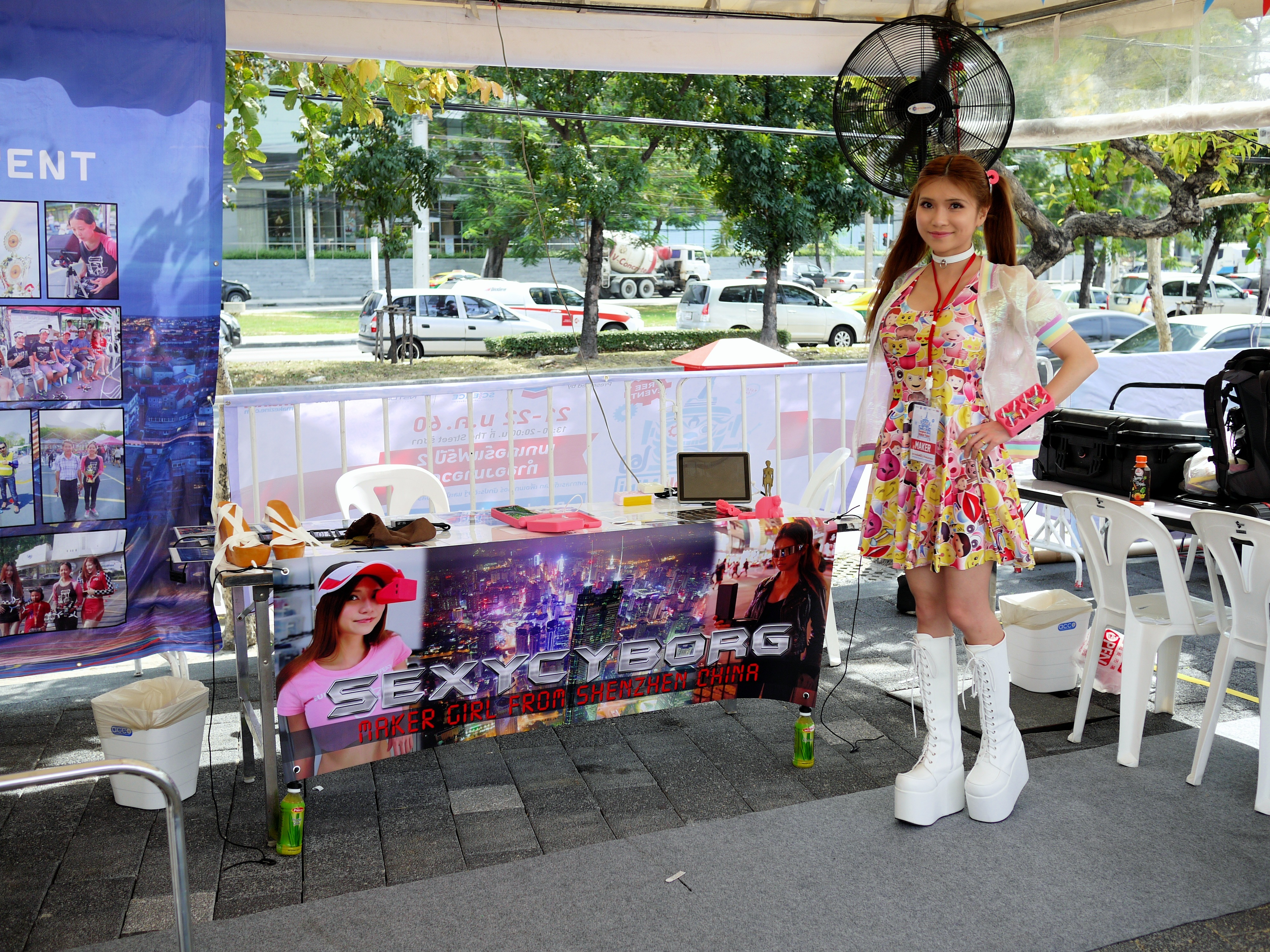
吴淖米于2017年曼谷迷你创客盛会（Maker Faire）

吴淖米的创客项目经常聚焦可穿戴技术，包括赛博朋克服装和配饰以及其他项目。她早期（2015年）的一个设计是3D打印的“无影”高底鞋，带有一个藏有黑客工具的隔室，工具包括按键记录器、无线路由器和开锁工具。她向记者解释道女性服装经常缺少口袋，但“中国许多女性穿的显高的厚平底鞋有很多未使用的空间。”
除了公开的创客工作外，吴淖米还在Ruby on Rails担任专业编码员，并使用男性化名来保护她的身份并免受性别歧视。她还对一些电子产品进行测评。
2017年国际妇女节，她被3D Printer & 3D Printing News列为男性主导的3D打印领域中最具影响力的43位女性之一。她认为在中国的课堂上使用3D打印来教授设计原则和创意是该技术最激动人心的发展，更认为3D打印是下一个桌面出版革命。
2017年11月5日，Maker Media的首席执行官、《Make》杂志的出版人戴尔·多尔蒂（Dale Dougherty）在社交网站上发表信息，怀疑吴淖米其人的真实性。2017年11月6日，多尔蒂向她公开道歉，表示他们辜负了《Make》杂志应该重视的包容性。吴淖米本人认为此事已得到解决。
吴淖米出现在2018年2月/3月的《Make》杂志封面上，该期还包括一篇分享她中国开源硬件经验的文章。她是第一个出现在《Make》封面上的中国人。

## 《Vice》文章
2018年，《Vice》杂志的记者花了三天时间采访吴淖米，在深圳拜访她的朋友，并深入描述当地的创作历史和吴的近期创作：Sino:Bit——专为中国电脑教育打造的一款微型单机板，是第一个由开源硬件协会认证的中国开源硬件产品。
該文章披露了她的個人生活細節，引起了吴淖米和其他人的批评。根据当时吴淖米与《Vice》的协议，這些细节不应在文章中写出，但《Vice》拒绝遵守协议并仍旧报道细节。
因為《Vice》杂志没有收回報導，吴淖米创建了一个视频，在其中用她制作帶有小屏幕的靴子，简短地显示了《Vice》的主编的家庭住址。 因为被“曝光”，《Vice》的回应是将吴的Patreon账户撤回。 这暫時中断了吴的独立创客生涯，并回到自由编码領域。

## 《Vice》文章後續
2019年11月，吳淖米被中國當局短暂拘留，吳淖米称是因Netflix影片《哈桑·明哈吉：愛國者法案》的一集中，未经许可、斷章取義地使用了《華爾街日報》对其的一段採訪，用以批评中国政府及政策。